# Салминен, Сакари
Са́кари Са́лминен (фин. Sakari Salminen; 31 мая 1988, Пори, Финляндия) — финский хоккеист, крайний нападающий шведского «Эребру». Бронзовый призёр Олимпийских игр 2014 года. В сборной Финляндии с 2013 года. Участник чемпионата мира 2013 года, на котором сборная Финляндии заняла четвёртое место.
Помимо хоккея увлекается теннисом и футболом. Владеет финским и английским языками.
В 2016 году выиграл турнир Пучкова.